# John Frederick Herring senior

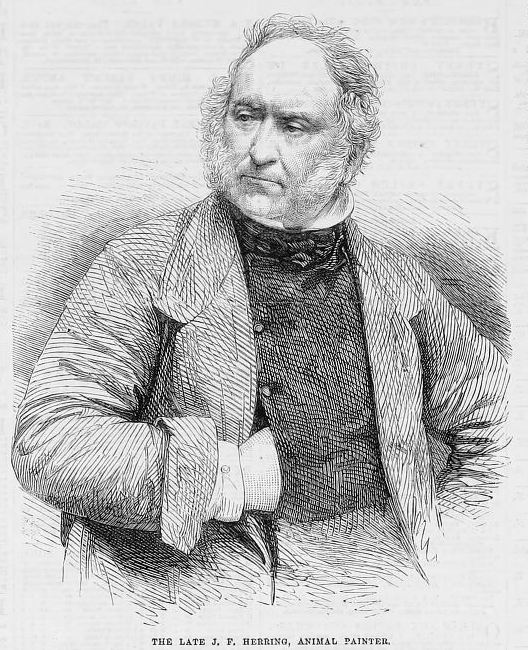
Porträt John Frederick Herring Sr.

John Frederick Herring, Sr. (* 1795 in London; † 1865 in Meopham bei Tonbridge), auch bekannt als John Frederick Herring I, war ein britischer Maler im viktorianischen England. Er fügte seiner Signatur „SR“ (senior) im Jahr 1836 hinzu, als einer seiner vier Söhne, John Frederick Herring Jr., ebenfalls als Maler bekannt wurde.

## Leben
Herring wurde 1795 in London geboren; er war der Sohn eines Londoner Kaufmanns holländischer Abstammung, gebürtig aus den Vereinigten Staaten. Die ersten 18 Lebensjahre verbrachte Herring in London, seine Interessen waren Pferde und die Malerei. Im Jahr 1814, mit 18 Jahren, zog er nach Doncaster in den Norden Englands. Ein Jahr später heiratete Herring Ann Harris; seine Söhne John Frederick Herring Jr., Charles Herring und Benjamin Herring wurden ebenfalls Künstler, während seine beiden Töchter, Ann and Emma, Maler heirateten.

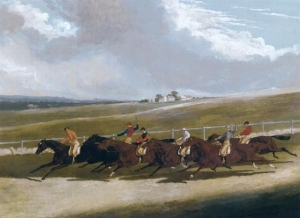
Doncaster Cup, 1836

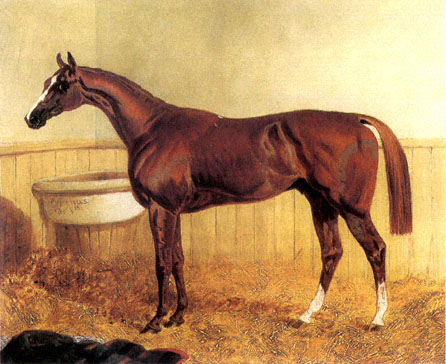
Pyrrhus the First, um 1846

In Doncaster bemalte Herring Schilder von Gaststätten und die Außenseiten von Kutschen. Anschließend erhielt er eine Stellung als Kutscher. In seiner Freizeit malte er Pferdeporträts für Gaststätten und wurde in dieser Zeit als der „Künstlerkutscher“ bekannt. Sein Talent wurde von reichen Kunden erkannt, und er begann, Jäger und Rennpferde für die britische Gesellschaft zu malen.
Im Jahr 1830 verließ John Frederick Herring Doncaster und zog nach Newmarket, wo er drei Jahre wohnte, bis er nach London wechselte. Dort litt Herring unter finanziellen Schwierigkeiten und erhielt Unterstützung  durch W. T. Copeland, der viele Gemälde in Kommission nahm und einige Designs nutzte für sein Porzellan Copeland Spode bone china. Bei der Weiterentwicklung seiner künstlerischen Fertigkeiten half ihm die Bekanntschaft mit dem erfolgreichen Maler Abraham Cooper. In den Jahren 1840 und 1841 malte er während eines Besuchs in Paris auf Einladung des Duc d’Orleans, dem Sohn des französischen Königs Louis-Phillipe, mehrere Bilder.
1845 malte Herring Tierbilder für die Duchess of Kent. Aufträge der herrschenden Königin Victoria, die ihn bis zu seinem Lebensende unterstützte, folgten.
1853 zog Herring in die ländliche Grafschaft Kent im Südosten Englands; ab diesem Zeitpunkt malte er keine Pferdeporträts mehr. Die letzten zwölf Jahre seines Lebens verbrachte er in Meopham Park nahe Tonbridge, wo er als Landedelmann lebte. Dort erweiterte er seine Themen um ländliche Szenen und die sehr bekannten Jagdbilder.
Als höchst erfolgreicher und produktiver Künstler steht Herring auf dem gleichen Rang wie Sir Edwin Landseer als einer der wichtigsten Tiermaler in der Mitte des 19. Jahrhunderts. Seine Gemälde waren sehr populär, besonders die 33 Sieger des Pferderennens von St. Leger in Doncaster und die 21 Sieger des Derby-Rennens. Herring stellte an der Royal Academy of Arts zwischen 1818 und 1865 aus, an der „British Institution“ von 1830 bis 1865 und an der „Society of British Artists“ zwischen 1836 und 1852, wo Herring Vizepräsident im Jahr 1842 wurde.
Herring schuf Hunderte von Gemälden, die schon zu seinen Lebzeiten große Anerkennung fanden. Seine Gemälde sind unter anderem in der Tate Gallery, London, ausgestellt.